# 大小橋命
大小橋命（おおばせのみこと）は、古墳時代の豪族・中臣氏の祖。

## 概要
産湯稲荷神社や比売許曽神社の祭神として祀られる。産湯稲荷神社の社伝では天児屋根命の十三世の後胤で、成務朝に社地の味原郷で誕生したとされ、父は中臣雷大臣、母は紀氏清夫とし、三人兄弟の長男とされる。また比売許曽神社の近くに大小橋命の胞衣を納めた胞衣塚がある。

## 系譜
父は雷大臣命で、子に阿麻毘舎卿連がいる。同母弟に伊岐宿禰の祖・真根子命が、異母弟に中臣栗原連の祖・日本大臣命がいる。